# We've Got Tonite
We've Got Tonight è un brano musicale scritto dal musicista statunitense Bob Seger e pubblicato nel 1978 come terzo singolo estratto dall'album Stranger in Town di Bob Seger & The Silver Bullet Band.

## Tracce
1. We've Got Tonight
2. Aint Got No Money

## Versione di Kenny Rogers e Sheena Easton
Nel 1983 l'artista di musica country statunitense Kenny Rogers ha registrato la canzone, con il titolo We've Got Tonight, in duetto con la cantante scozzese Sheena Easton. La canzone dà anche il titolo all'album We've Got Tonight di Rogers.

### Tracce
1. We've Got Tonight
2. You Are So Beautiful

## Versione di Ronan Keating
We've Got Tonight è stata anche cantata dal cantante irlandese Ronan Keating e dalla cantante scozzese Lulu per il dodicesimo album in studio di quest'ultima dal titolo Together (2002), con la traccia che appare anche nel secondo album in studio di Keating, dal titolo Destination (2002).
Entrambi gli album, Together e Destination, furono pubblicati nella primavera del 2002: si decise di rinunciare a qualsiasi singolo estratto da Together, ma dopo due singoli precedenti, l'etichetta di Keating, ovvero la Polydor, pubblicò We've Got Tonight, accreditato a Ronan Keating con Lulu, il 25 novembre 2002; canzone che avuto un buon successo (#4 nella UK Singles Chart, #12 in Australia).
La Polydor Records ha deciso anche di pubblicare una versione riformattata del brano, con la sostituzione della voce di Lulu con quella della cantante tedesca Jeanette Biedermann. Questa versione del brano è stata pubblicata in Germania, Austria e Svizzera. In Italia, il brano è stato pubblicato con la cantante italiana Giorgia Todrani e pubblicato come lato B del singolo di Giorgia Gocce di memoria. Invece per quanto riguarda il mercato delle Filippine, qui Keating ha eseguito la canzone con Kyla. 

### Tracce
Regno Unito
1. We've Got Tonight (featuring Lulu) – 3:39
2. All I Have Is My Heart – 3:50
3. In the Ghetto (Live) – 3:13
4. We've Got Tonight (Video) – 4:15

Germania
1. We've Got Tonight (featuring Jeanette) – 3:39
2. Sea of Love – 3:14
3. All I Have Is My Heart – 3:50
4. In the Ghetto (Live) – 3:13

Italia
1. We've Got Tonight (featuring Giorgia) – 3:39
2. All I Have Is My Heart – 3:50

## Altre versioni
La canzone inoltre è stata eseguita da altri artisti, tra cui Bill Anderson (1980), Patti Austin (1980), Shirley Bassey (1996), Elkie Brooks (1986), Rita Coolidge in duetto con Jermaine Jackson; (come ...Tonite 1983), Tom Jones (2002), Melanie (2002), Conway Twitty (come ...Tonite; 1980); nel 1982 Gianni Morandi ne realizzò una cover in italiano in coppia con Amii Stewart e successivamente ne incise ulteriori versioni con altre cantanti tra le quali Barbara Cola e Laura Pausini (Grazie perché col testo di Sergio Bardotti e Nini Giacomelli); infine anche Phillip Phillips l'ha eseguita (2012).